# Kreda (technika artystyczna)

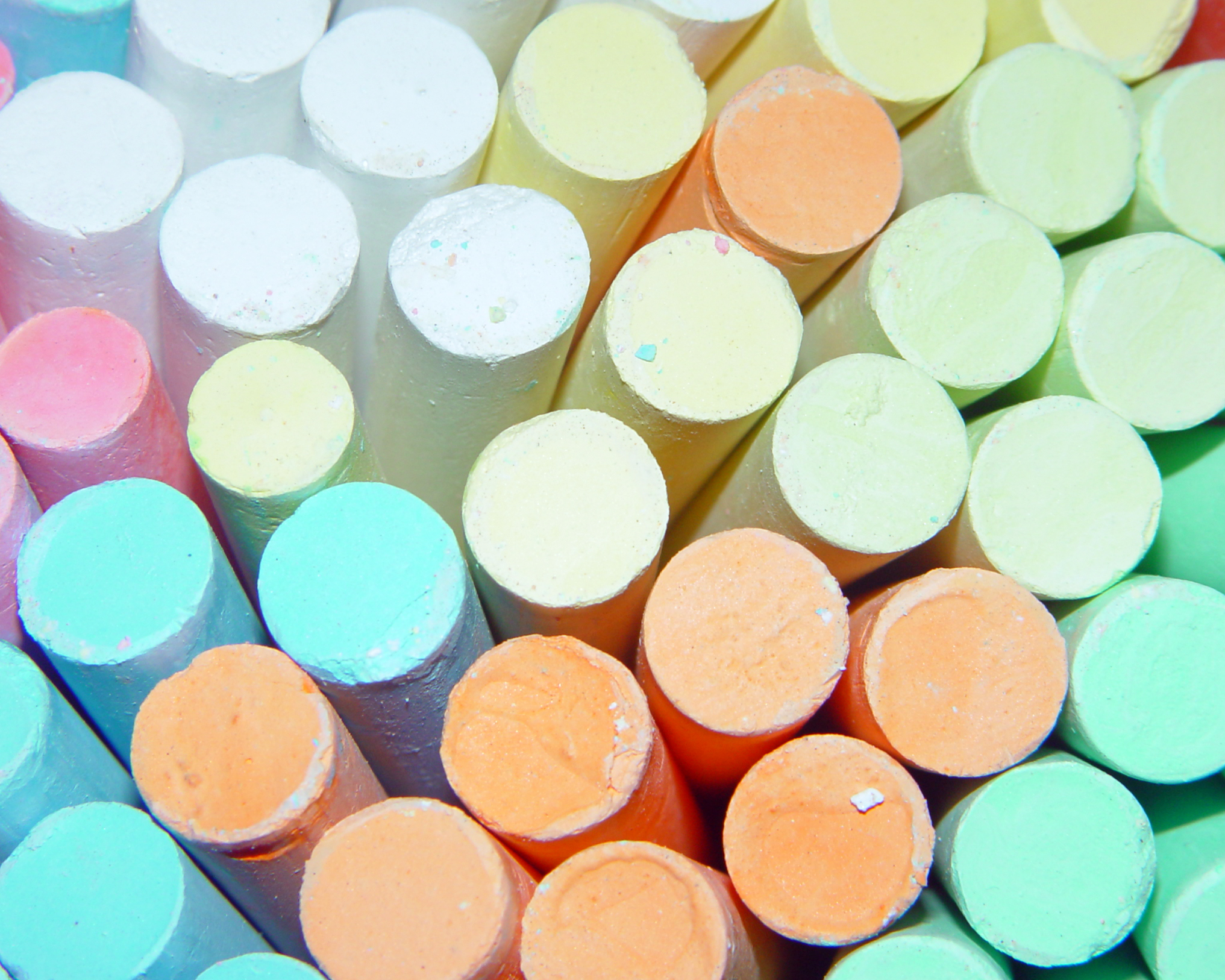
Kolorowa kreda

Kreda – materiał do rysowania wykonany z naturalnego węglanu wapnia w formie pałeczek, czasem w drewnianej oprawie. Do prac artystycznych używa się go jak węgla i wymaga względnie szorstkiego papieru. Rysunki szkicowe, wykonywane naprędce wykonuje się na ciemnych tabliczkach lub podłożu prowizorycznym.

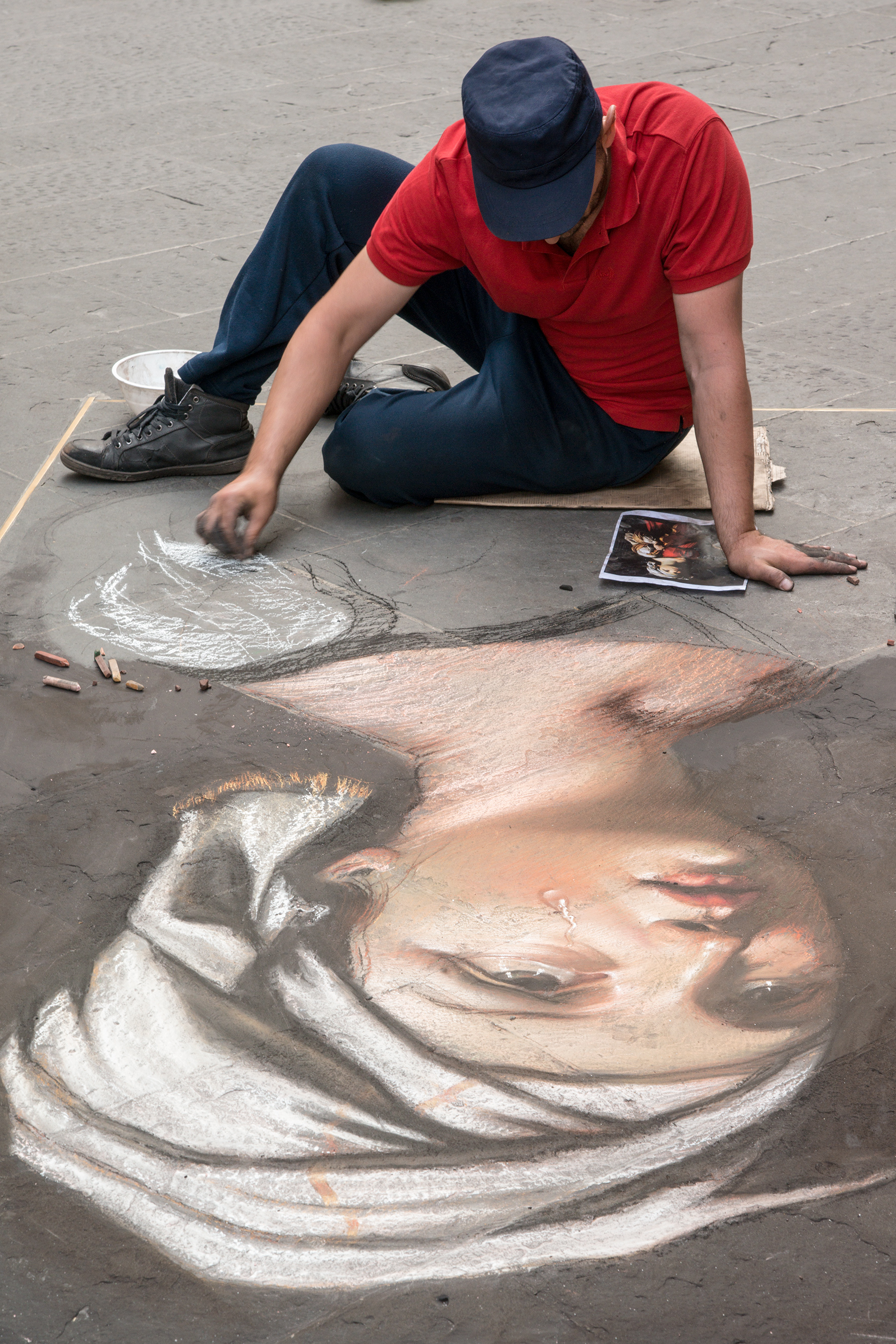
Rysunek kredą na chodniku może być również dziełem artystycznym

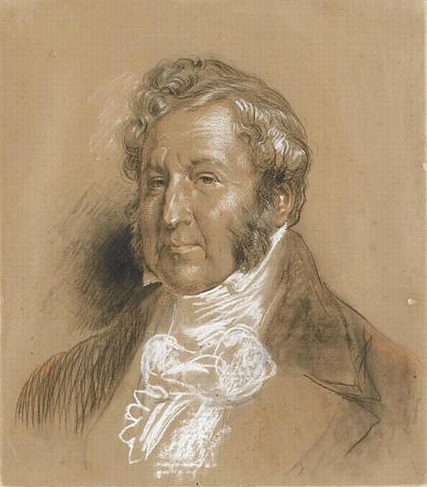
Kreda użyta w portrecie – Eugène Louis Lami Roi Bourgeois, 2. poł. XIX w., Musée Condé, Chantilly

Bywa też stosowana do wykonywania prac metodą "trzech kredek" – razem z węglem i sangwiną na ciemnym lub tonowanym papierze. Ponieważ kreska wykonana kredą nie jest trwała, do utrwalenia cennych rysunków na papierze stosuje się rozpylone mleka lub lakier, które jednak powodują lekkie zatarcie wyrazistości rysunku. Klasyczna kreda stosowana przez artystów jest biała. Współcześnie w dobie łatwo dostępnych i tanich barwników, w użyciu jest również kreda kolorowa z pełną paletą barw.
Ze względu na właściwości kryjące i biel kreda stosowana jest do gruntów kredowo-klejowych. Używana jest także jako tani wypełniacz w farbach olejnych. W mieszankach takich jest przezroczysta. Bardzo drobna kreda stosowana jest również w produkcji pasteli. Po dodaniu do pigmentu rozjaśnia odcień oryginalnego koloru.